# Johann Rudolf Rahn
Johann Rudolf Rahn (* 24. April 1841 in Zürich; † 28. April 1912 ebenda) war ein Schweizer Kunsthistoriker. Er gilt als einer der Begründer der Denkmalpflege und Kunstforschung und -geschichte in der Schweiz und wird oft als «Vater der schweizerischen Kunstgeschichte» bezeichnet.

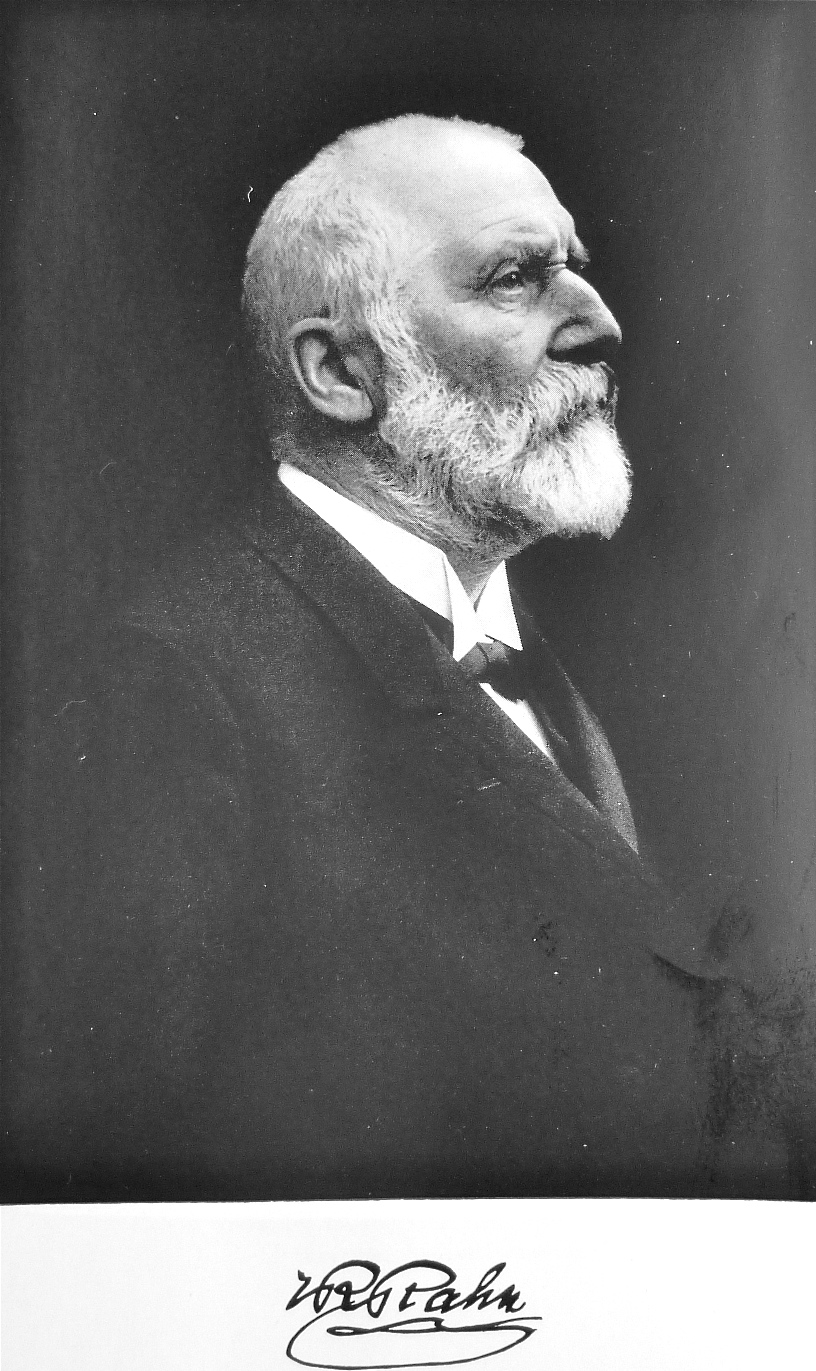
Johann Rudolf Rahn als Siebzigjähriger

## Leben

### Jugend

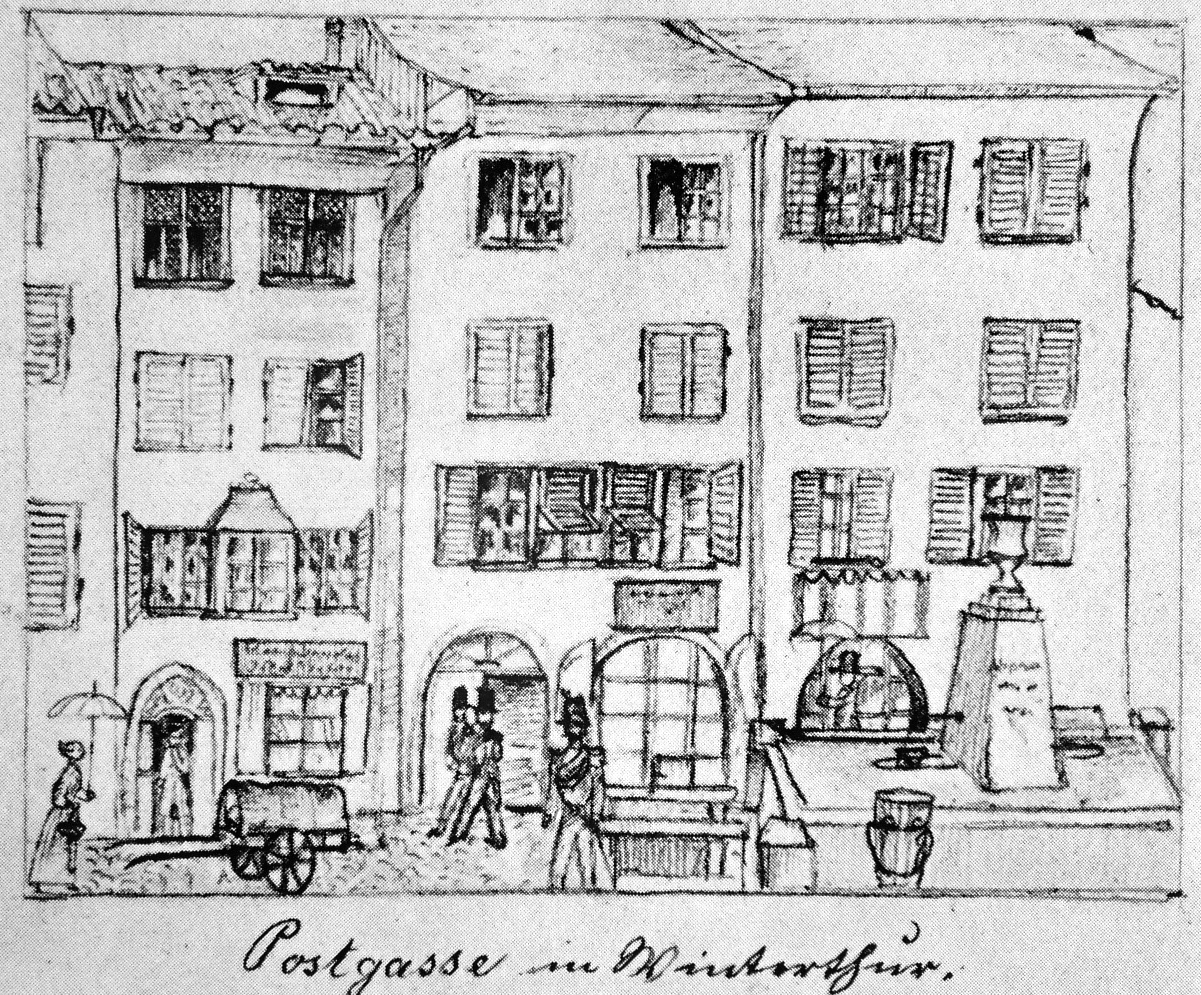
Die Postgasse in Winterthur. Zeichnung des Dreizehnjährigen, entstanden 1854 bei einem Besuch der Grossmutter

Johann Rudolf Rahn wurde an der Stüssihofstatt 14 in der Altstadt von Zürich geboren. Seine Eltern waren der Apotheker Johann Heinrich Rahn und seine Gattin Maria, geborene Ziegler aus Winterthur. Die Mutter erholte sich nicht mehr von der Geburt und verstarb kurz nach Rahns zweitem Geburtstag am 2. Juli 1843.
Der Knabe  wurde zu seiner Grossmutter Dorothea Ziegler-Rahn nach Winterthur gebracht, wo er im Haus «Zum Thiergarten» an der Marktgasse 14 einige unbeschwerte Monate verbrachte. Nach 1844 verbrachte er seine Kindheit bei der Familie einer Tante mütterlicherseits; Margaretha und ihrem Mann Johannes Steiger am Obstmarkt in Herisau. Nach der Elementarschule besuchte Rahn das Privatinstitut Walser. In dieser Zeit begann Rahn mit Zeichnen; auf Schiefertafeln und seltener auf Papier  hielt er Beobachtungen aus seiner Umgebung fest.
Mit 14 Jahren kehrte er 1855 nach Zürich zurück, nicht zuletzt wegen mangelhaften schulischen Leistungen. In Zürich kam er unter die Obhut des Pädagogen und Pfarrers Heinrich Cramer. Cramer lebte am Rennweg, unter dem gleichen Dach wie der Altertumsforscher Ferdinand Keller. Da er von der Industrieschule nicht aufgenommen wurde, erhielt er Nachhilfestunden. 1856 wurde er aufgenommen und trat in die Schule ein. Rahn fühlte sich jedoch als Schüler fehl am Platz. Er verbrachte fast mehr Zeit mit Ferdinand Keller und fertigte unter seiner Aufsicht Zeichnungen für die von ihm gegründete Antiquarische Gesellschaft an. 1858 verliess Rahn die Schule.

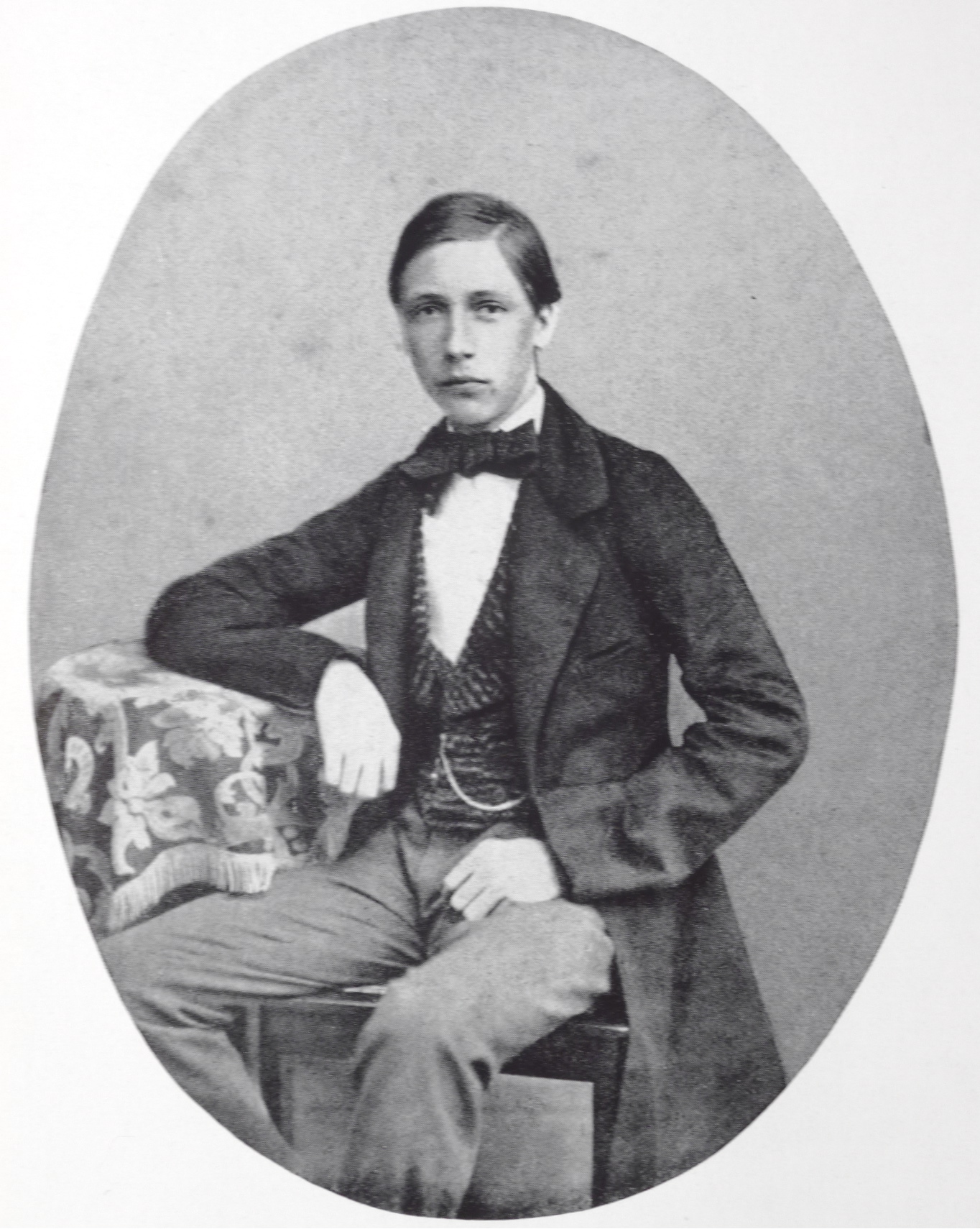
Rahn als angehender Kaufmann 1858

### Studium
Auf Anraten seines Vormunds Eduard Meyer  begann Rahn am 3. Mai 1858 eine Ausbildung zum Kaufmann im Seidengeschäft Zuppinger an der Stadelhoferstrasse. Zusätzlich lernte er mit grossem Eifer Latein. Meyer war es dann auch, der Rahns Begabung für das Zeichnen entdeckte. Am 4. Januar 1860 entschied das Schirmvogteiamt auf Meyers Antrag, Rahn für ein Studium vorzuschlagen. Nach zwei Aufenthalten in Yverdon begann Rahn im Wintersemester 1860/61 das Studium der Kunstgeschichte am Polytechnikum und an der Universität Zürich. Gleichzeitig bereitete er sich auf die Maturitätsprüfung vor, die er 1862 bestand.
Lehrer von Rahn waren neben anderen Wilhelm Lübke, Gottfried Semper und Georg Lasius (1835–1928). Neben Modellierstunden besuchte Rahn auch Kurse in Literatur zur Schweizergeschichte bei Hermann Köchly. Daneben arbeitete und zeichnete  Rahn nach wie vor intensiv im Büro der Antiquarischen Gesellschaft im Helmhaus. Er wohnte in Untermiete beim deutschen Mathematikprofessor Karl Heinrich Gräffe in einem alten Haus direkt über dem Fröschengraben. 1862 trat Rahn der Studentenverbindung der Zofingia bei. Hier lernte er Gerold Meyer von Knonau kennen, der ihm ein lebenslanger Freund werden sollte. Später stellte sich heraus, dass Rahns Urgrossvater und Meyers Grossvater Brüder gewesen waren.
1863 absolvierte Rahn zusammen mit Meyer von Knonau einen Studienaufenthalt in Bonn, wo er Vorlesungen des Kunsthistorikers Anton Springer besuchte. 1864/65 folgte ein Aufenthalt an der Universität Berlin, wo er sich mit Julius Friedländer anfreundete. Vorlesungen besuchte er weniger, stattdessen arbeitete er an Untersuchungen über den Bau von Kuppeln, besuchte Museen und vertiefte seine Studien über mittelalterliche Baukunst.

### Berufliche Tätigkeit und Heirat
Im Herbst 1866 reiste Rahn nach Dresden, wo er seine Dissertation beendete. Für die Doktorprüfung kehrte er nach Zürich zurück und wurde am 3. Oktober 1866 zum Doktor der philosophischen Fakultät I ernannt. Anschliessend unternahm er eine Reise nach Rom und Ravenna. «Ein Besuch in Ravenna» mit Zeichnungen und Beschreibungen war Rahns erste grössere Arbeit, die er nach seiner Dissertation veröffentlichte, sie wurde 1868 im ersten Band von «Jahrbücher der Kunstwissenschaft» veröffentlicht und von der Fachwelt freundlich aufgenommen.

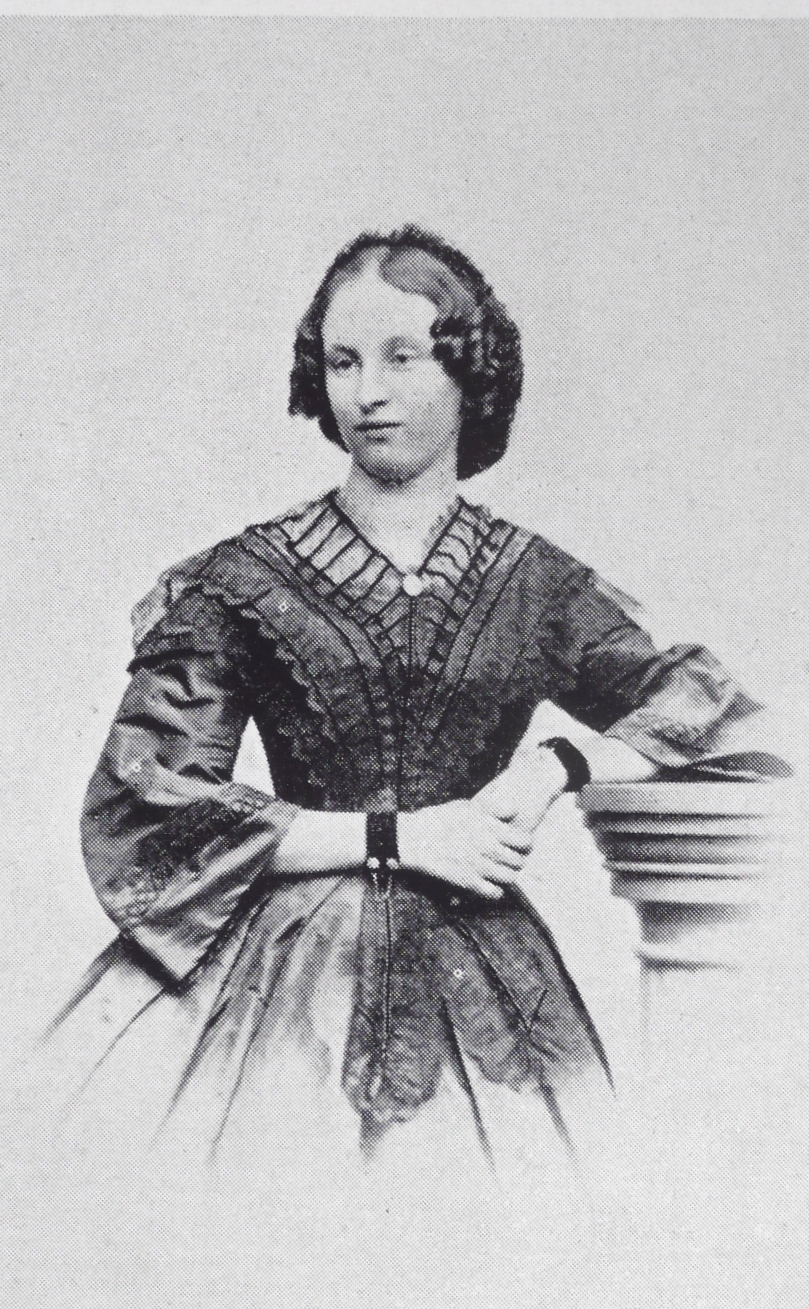
Caroline Rahn

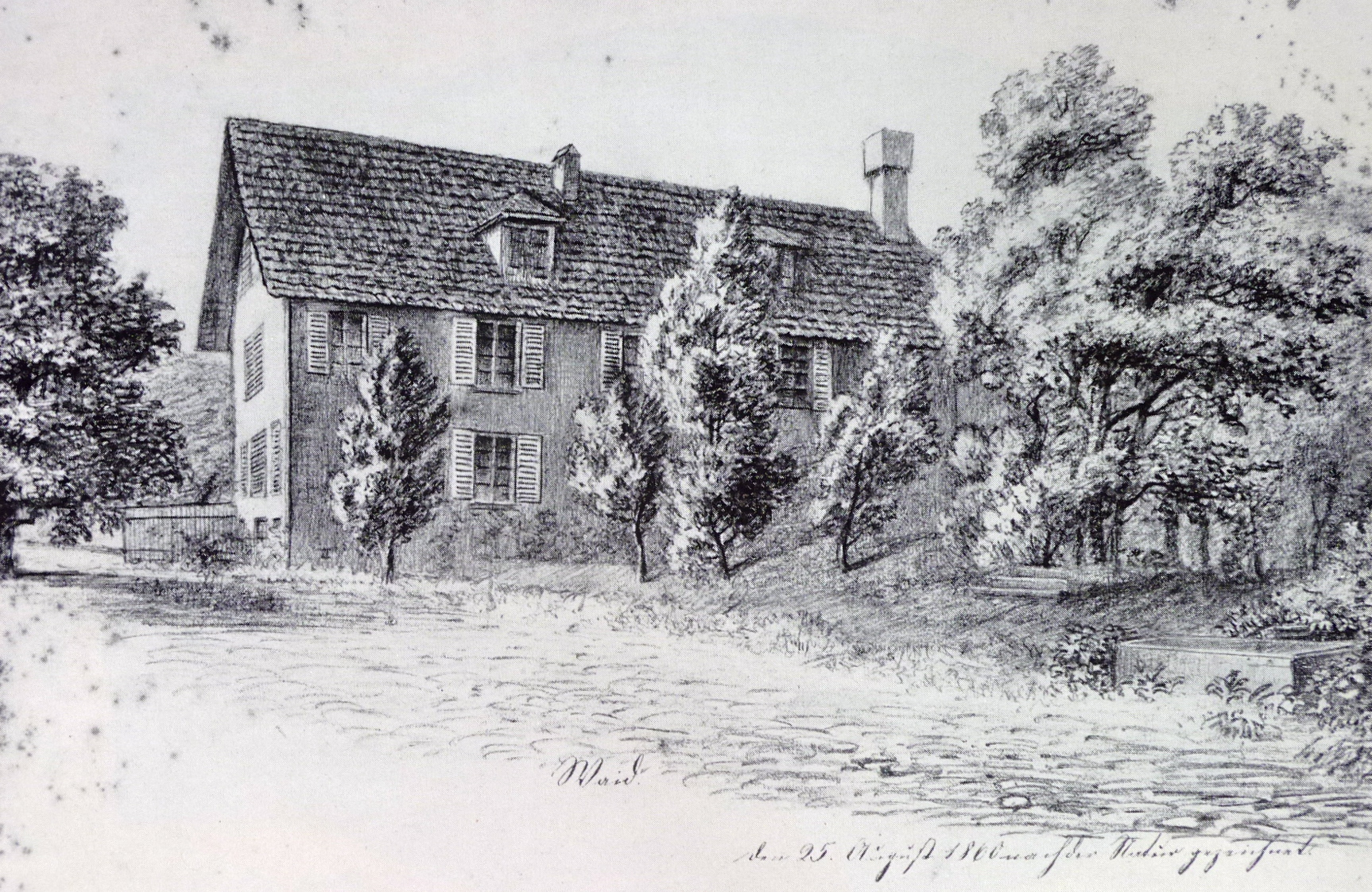
Landhaus Waid 1860; Zeichnung von Caroline Rahn

Am 7. September 1867 verlobte sich Rahn auf dem Landhaus «Zur unteren Waid» mit der um vier Jahre jüngeren Caroline Meyer von Knonau, die er 1855 als Vierzehnjähriger kennengelernt hatte. Caroline Meyer war die Tochter des Stadtschreibers von Zürich Johann Conrad Meyer von Knonau und eine Cousine seines Freundes Gerold. Die Hochzeit fand am 15. September 1868 in der Kirche von Thalwil statt. Die Hochzeitsreise führte nach Venedig. Caroline unterstützte und förderte das Schaffen ihres Mannes und entwickelte sich unter seiner Anleitung zu einer begabten Zeichnerin. Das Paar wohnte an der Tannenstrasse 17 im Universitätsviertel in Zürich in einer früheren Wohnung von Conrad Ferdinand Meyer, was zu einer lebenslangen Freundschaft zwischen den beiden kunstinteressierten Männern führte.
Im Herbst 1870 übersiedelte das Paar mit der kleinen Tochter Caroline in den «Talhof»; im gleichen Jahr wurde er als ausserordentlicher Professor für Kunstgeschichte an die Universität Zürich berufen; ordentlicher Professor wurde er 1878. 1873 wurde die zweite Tochter Marie geboren. Rahn hielt wöchentlich vier Vorlesungen zum Honorar von dreissig Franken und widmete sich seiner publizistischen Tätigkeit.

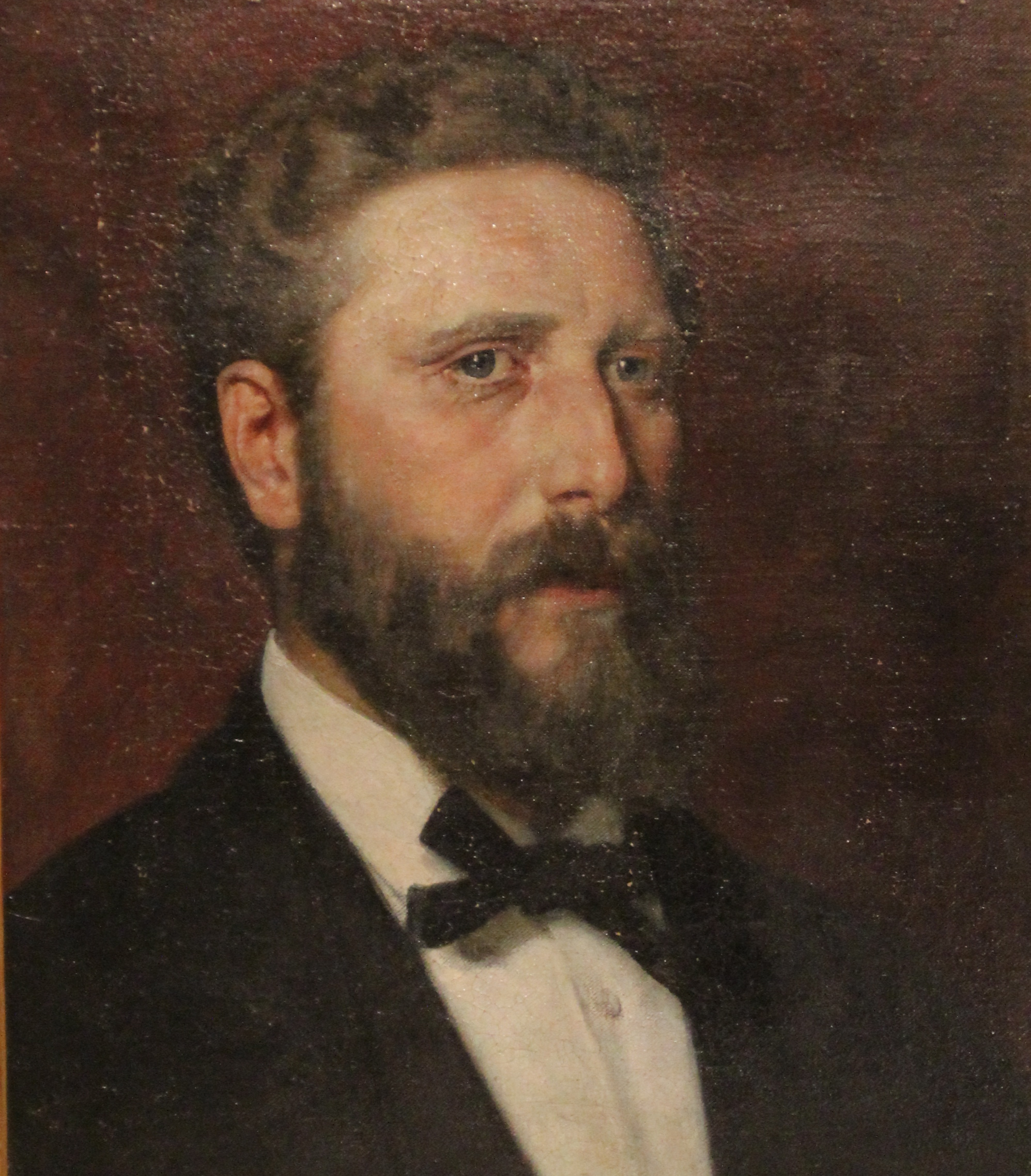
Rahn 1877, Gemälde von Ernst Stückelberg

1876 bezog er mit seiner Familie sein eigenes Haus am Talacker 23, das im Stil eines römischen Palasts nach seinen eigenen Entwürfen gebaut worden war. Den Sommer verbrachte das Paar jeweils im Landgut «Zur unteren Waid», wohin Rahn auch seine Studenten nach dem Semesterausflug zu laden pflegte.
Ebenfalls 1876 erschien Rahns Hauptwerk, die 868 Seiten umfassende «Geschichte der bildenden Künste in der Schweiz von den ältesten Zeiten bis zum Schlusse des Mittelalters». Das Werk rückte Rahn in den Mittelpunkt des wissenschaftlichen und gesellschaftlichen Interesses. Er wurde zu Vorträgen ins In- und Ausland eingeladen und bekannte Persönlichkeiten wie Conrad Ferdinand Meyer, der deutsche Kunsthistoriker Alfred Woltmann und der Maler Ernst Stückelberg verkehrten bei ihm.  Nach 1882 war Rahn auch Professor für Kunstgeschichte am Polytechnikum Zürich. Zusammen mit Heinrich Angst und Zeller-Werdmüller verfolgte Rahn das Projekt der Gründung eines Landesmuseums in Zürich.

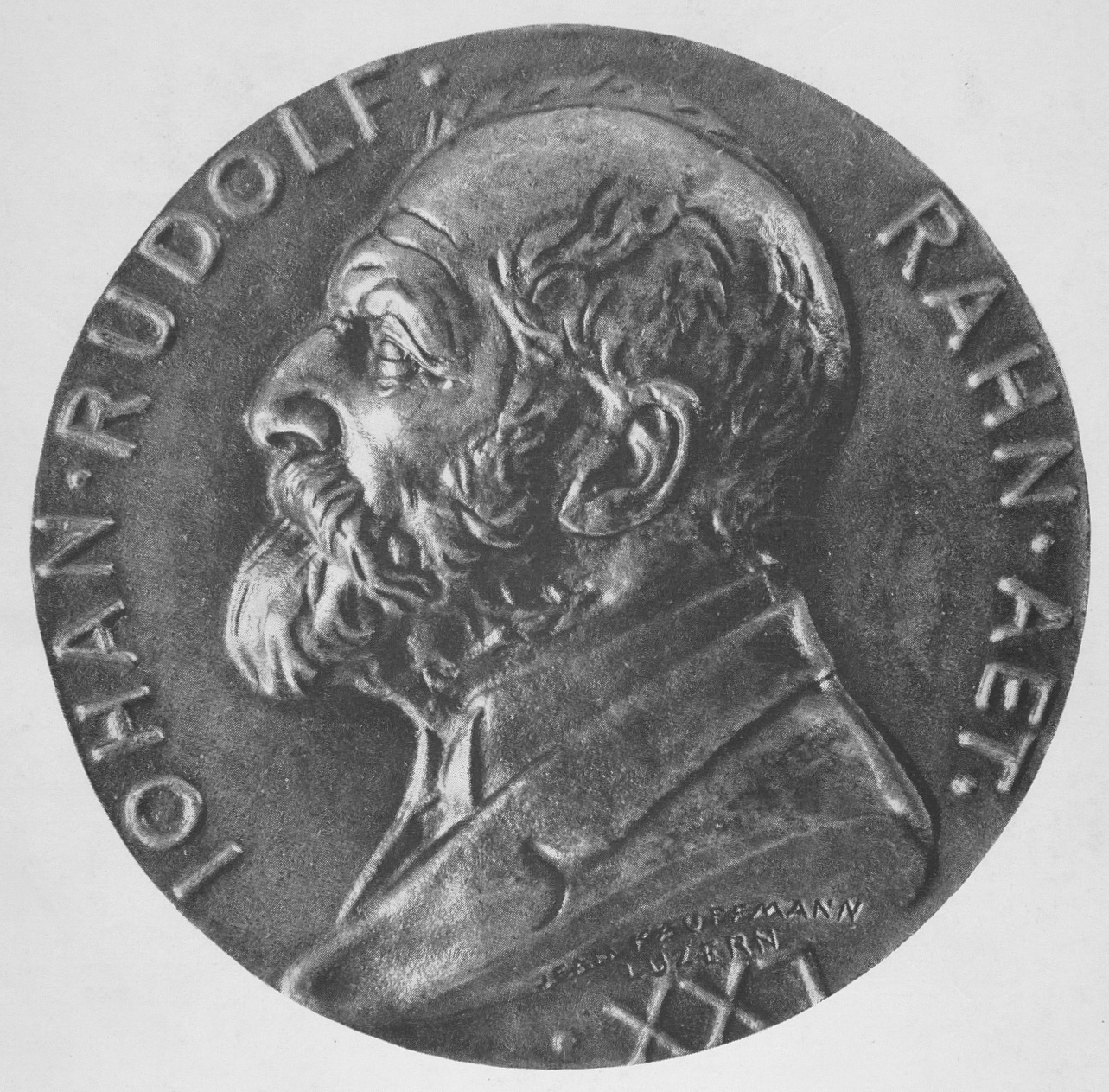
Gedenkmedaille von 1911

Nach dem Tod seiner Frau wohnten seine jüngere Tochter Marie und ihre Familie bei Rahn; die Enkelin duldete er sogar in seinem Studierzimmer, wenn er Besuche empfing. In den letzten zehn Jahren seines Lebens veröffentlichte Rahn bedeutende Arbeiten, wie zum Beispiel über das Dominikanerinnenkloster Töss und das Schloss Tarasp, schrieb zahlreiche Zeitungsartikel und Fundberichte.
Zu seinem 70. Geburtstag erschien der Band «Skizzen und Studien von J. R. Rahn», herausgegeben von seinen Freunden und Schülern. Zusätzlich wurde ihm eine Gedenkmedaille überreicht, die nach einer Zeichnung von Robert Durrer durch den Luzerner Medailleur Jean Kaufmann angefertigt wurde.
1912 legte Rahn alle Lehrämter nieder, um sich fortan nur noch schriftlichen Arbeiten zu widmen. Im Frühjahr musste er sich einer Staroperation unterziehen. Am 28. April 1912 erlag Johann Rudolf Rahn einem Krebsleiden.

## Familie
Caroline Rahn half ihrem Mann bei den zahlreichen Korrespondenzen, begleitete ihn oft zu Gutachten und Bestandsaufnahmen und war eine aufmerksame Gastgeberin für die zahlreichen Besucher, die Rahn empfing. Zudem kolorierte sie oft seine Zeichnungen.
Während eines Kuraufenthalts in Baden-Baden erlitt sie einen Schlaganfall und war fortan auf Pflege angewiesen. 1909 verstarb sie in Zürich. Die Tochter Caroline Rahn (1869–1931) war zuerst mit dem Juristen Heinrich Zeller und in zweiter Ehe mit Andreas Walder aus Hombrechtikon verheiratet. Marie Rahn (1873–1933) heiratete einen Luzerner Juristen, dieser war Sohn eines von Rahns Freunden, des Luzerner Kunstsammlers Jost Meyer-am Rhyn (1834–1898). Caroline hatte zwei Töchter, Erika und Kitty Keller; Marie eine Tochter, Gabrielle Meyer.

## Werke und Bedeutung
Rahn Werk «Geschichte der bildenden Künste in der Schweiz von den ältesten Zeiten bis zum Schlusse des Mittelalters» von 1876 war das erste Standardwerk über die frühe schweizerische Kunstgeschichte. Der zu seinem 70. Geburtstag erschienene Band «Skizzen und Studien von J. R. Rahn» ist ein Querschnitt durch sein Schaffen; beginnend mit Zeichnungen aus seiner Jugendzeit in Herisau über Arbeiten im Raum Zürich bis zu seinen zahlreichen Reisen im In- und Ausland.
Weitere Hauptwerke Rahns sind die «Kunst- und Wanderstudien aus der Schweiz» und «Skizzen und Studien» von 1911. In drei Dutzend sogenannten «Bojoccbüchern» hielt Rahn neben Abrechnungen von Gasthäusers, Massangaben und Zustand von Gebäuden skizzenartig zahlreiche Gebäude und architektonische Details fest. Durchzogen sind diese Notizbücher von manchmal nur daumengrossen Karikaturen.
Rahn war ein gefragter wissenschaftlicher Experte für die Restaurierung diverser Bauten. Er wirkte mit bei der Restaurierung des Grossmünsters in Zürich, des Klosters Wettingen und von Schloss Chillon. Daneben legte er eine kantonale Statistik der schweizerischen Kulturdenkmäler an. 1880 gehörte er zu den Mitbegründern der Gesellschaft für Schweizerische Kunstgeschichte, der er sich als Vizepräsident zur Verfügung stellte. Auch bei der Gründung des Schweizerischen Landesmuseums in Zürich 1890 war Rahn massgeblich beteiligt.
Richard Kissling schuf 1909 für die Waffenhalle des Schweizerischen Landesmuseum Porträt-Karikaturen von Heinrich Angst, Hans Konrad Pestalozzi, Zeller-Werdmüller und Rahn.
Zu Rahns bedeutendsten Schülern zählen die Kunsthistoriker Carl Brun, Josef Zemp, Fritz von Harck und Samuel Guyer sowie Ernst Alfred Stückelberg, der Sohn seines Freundes Ernst Stückelberg. Sämtliche Vorlesungen und die Namen seiner Schüler aus achtzig Semestern hielt Rahn in einem Heft fest. Seine erste Vorlesung hielt er vor drei Zuhörern, davon waren zwei seine Bekannte.
Der Nachlass von Johann Rudolf Rahn wird in der Graphischen Sammlung der Zentralbibliothek Zürich aufbewahrt.

## Veröffentlichungen (Auswahl)
- Über den Ursprung und die Entwicklung des christlichen Central- und Kuppelbaus. Seemann, Leipzig 1866,   (archive.org)
- Ein Besuch in Ravenna. In: Jahrbücher der Kunstwissenschaft (A. von Zahn, Hrsg.); Band 1. Leipzig 1868, S. 163–182 (online) und S. 273–321 (online).
- Das Erbe der Antike. Vortrag, gehalten im Rathhaussaale zu Zürich am 3. Mai 1871, Benno Schwabe, Basel 1872 (doi:10.3931/e-rara-17521)
- Die biblischen Deckengemälde in der Kirche von Zillis im Kanton Graubündten. In: Mittheilungen der antiquarischen Gesellschaft in Zürich, Band 17, Heft 6. Höhr, Zürich 1872, S. 103–121 (archive.org)
- Geschichte der bildenden Künste in der Schweiz von den ältesten Zeiten bis zum Schlusse des Mittelalters. Hans Staub, Zürich 1876 (Digitalisat UB Heidelberg)
- Das Psalterium aureum von Sanct Gallen: Ein Beitrag zur Geschichte der karolingischen Miniaturmalerei. Zollikofer'sche Buchdruckerei, St. Gallen 1878 (archive.org)
- Zur Geschichte der Renaissance-Architektur in der Schweiz: das Nachleben der Gothik. Spemann, Stuttgart 1881(doi:10.3931/e-rara-7439)
- Kunst- und Wanderstudien aus der Schweiz. Georg Paul Faesy, Wien 1883 (archive.org)
- Geschichte des Schlosses Chillon. Mittheilungen der antiquarischen Gesellschaft in Zürich. Band 22, Heft 3, Orell Füssli, Zürich 1887 (urn:nbn:de:bvb:12-bsb11129351-8)
- Die Schweizerischen Glasgemälde in der Vincent'schen Sammlung in Constanz. In: Mittheilungen der antiquarischen Gesellschaft in Zürich, Band 22, Heft 6. Hiersemann, Leipzig 1890 (archive.org)
- Die letzten Tage des Klosters Rheinau: Erinnerungen aus der Studentenzeit. Zürich, 1896 (Digitalisat).
- (mit Ernst Haffter) Die mittelalterlichen Architektur- und Kunstdenkmäler des Cantons Thurgau. Huber, Frauenfeld 1899 (Digitalisat BSB München)

## Galerie

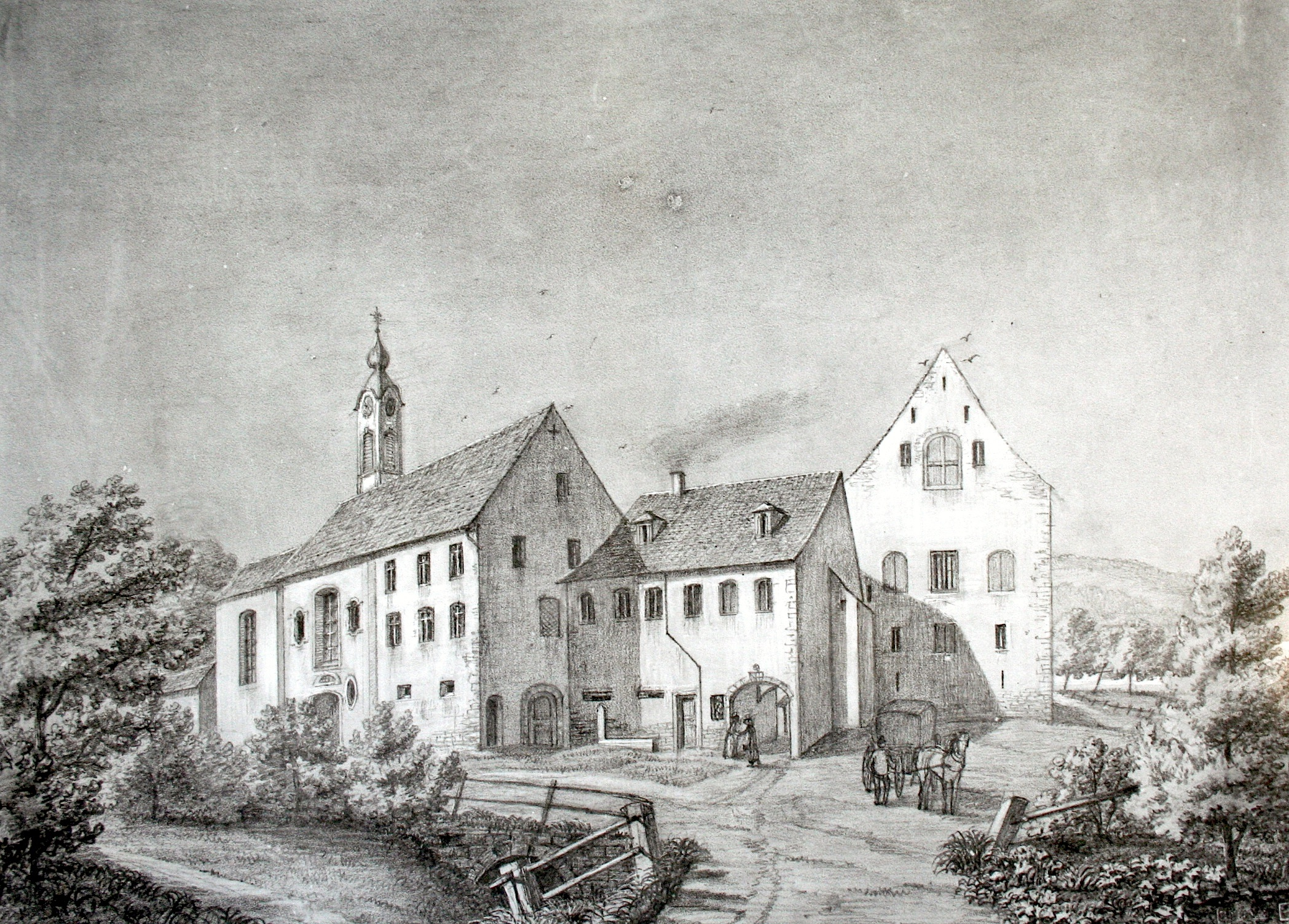
Kloster Mariazell-Wurmsbach
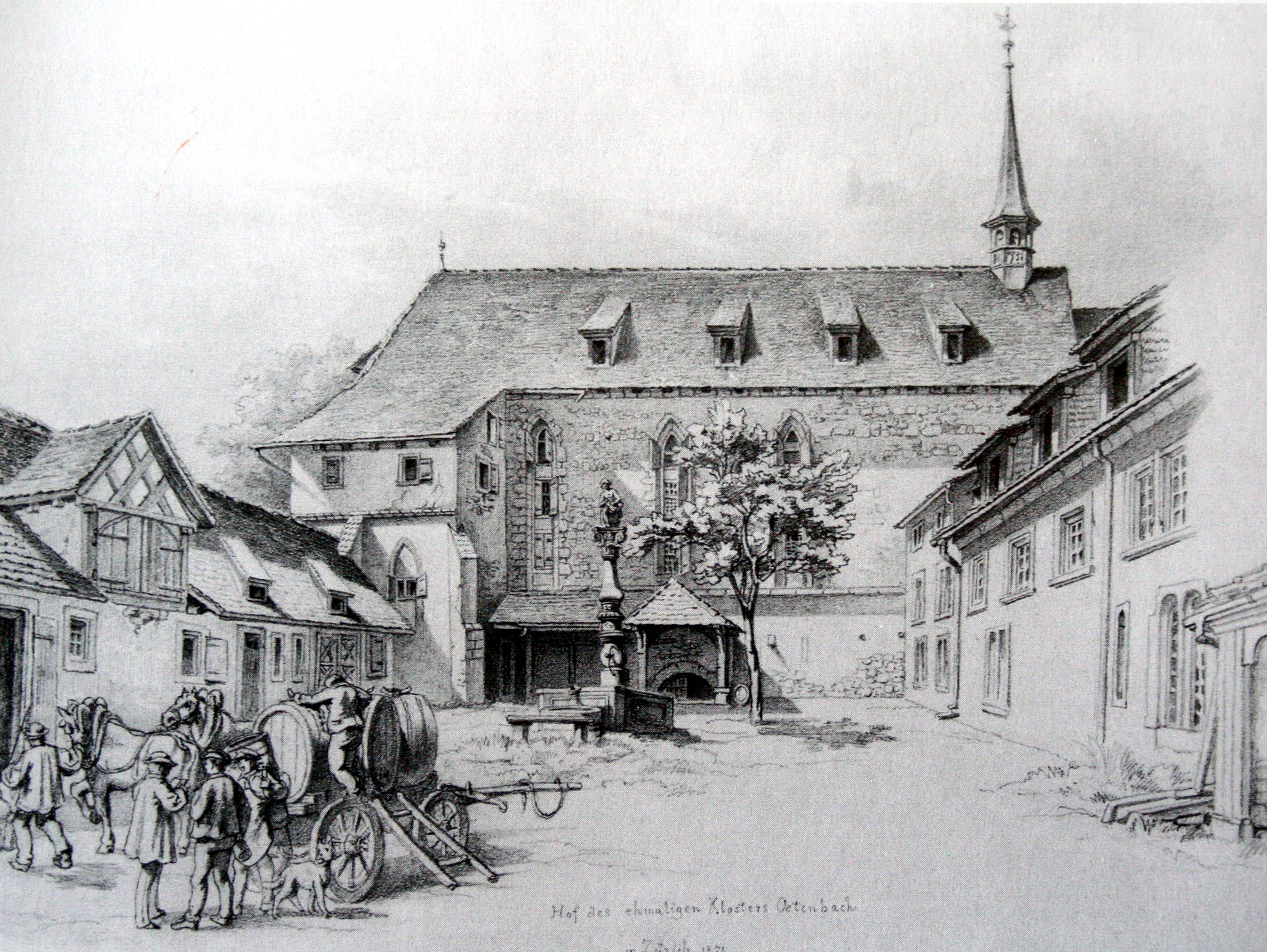
Das Kloster Oetenbach in Zürich. Bleistiftzeichnung von Johann Rudolf Rahn, 1868
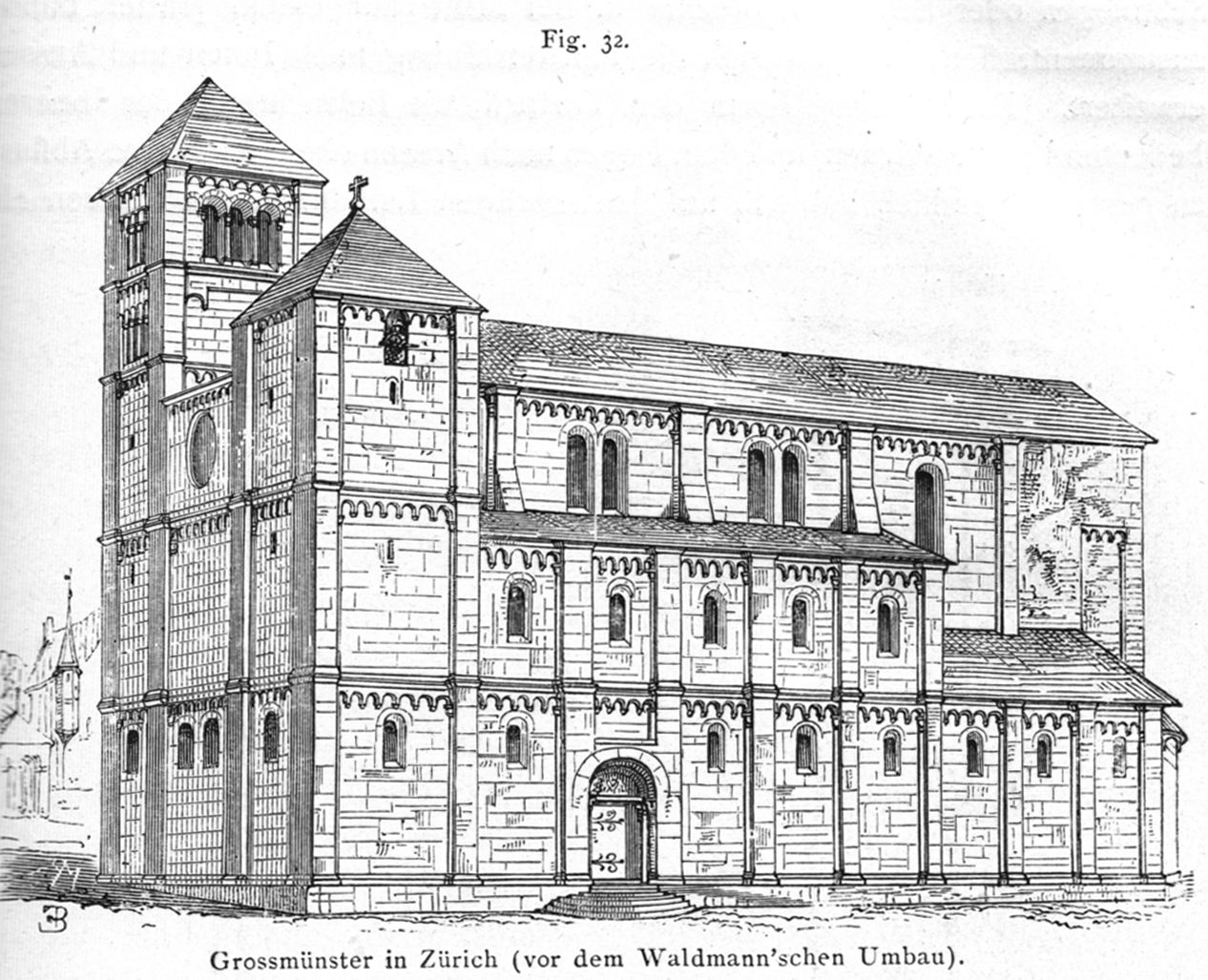
Rekonstruktionszeichnung des Grossmünsters in Zürich Mitte des 15. Jahrhunderts, vor dem Umbau zur Zeit von Hans Waldmann.
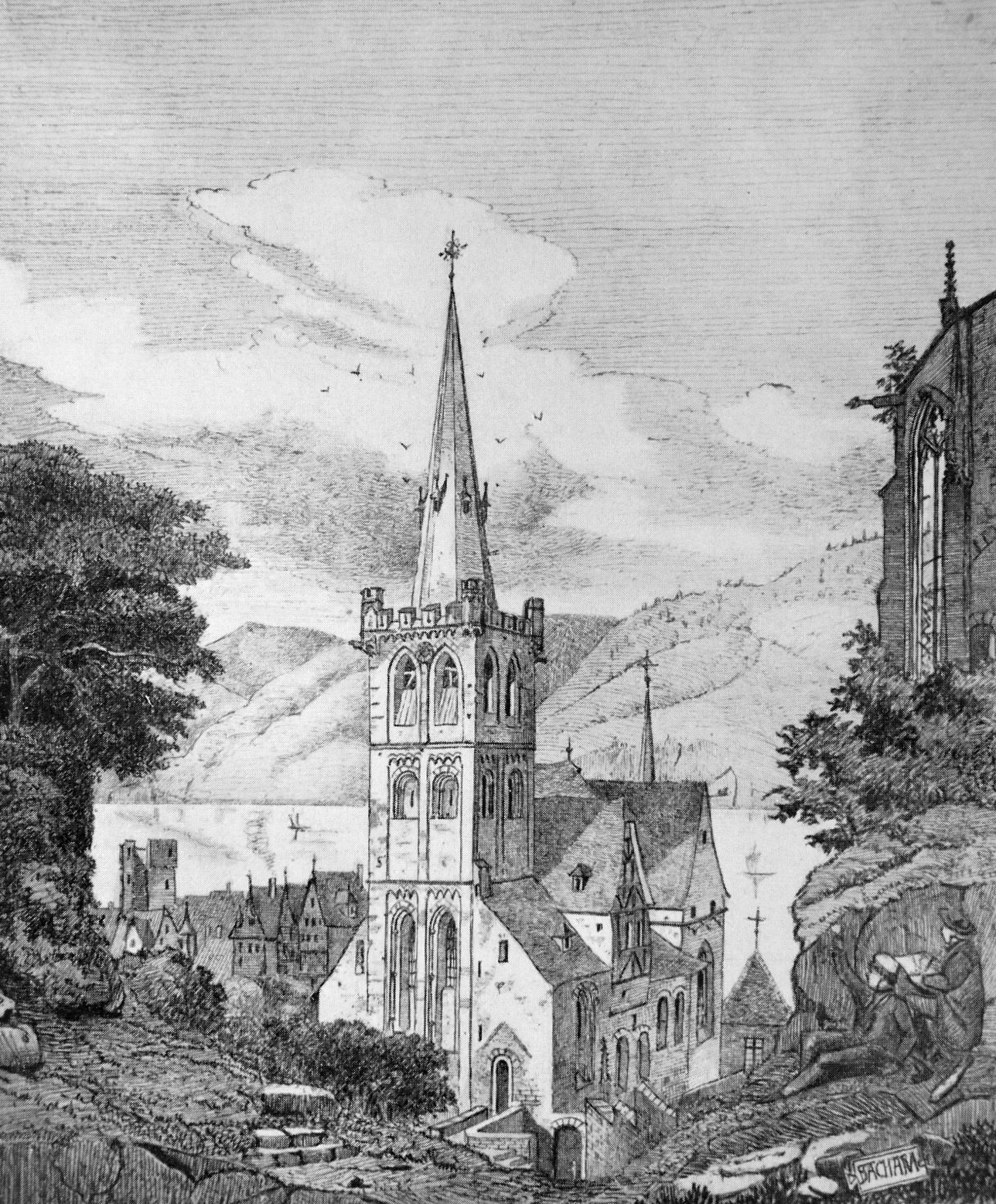
Bacharach 1863